# Vuokko Kekäläinen
Vuokko Kekäläinen  (* 11. Februar um 1960 in Juankoski, Finnland) ist eine finnische Opernsängerin (Alt/Mezzosopran).

## Leben
Ihre Gesangsausbildung erhielt sie in Kuopio und am Tschaikowski-Konservatorium in Moskau. Anschließend setzte Vuokko Kekäläinen das Gesangsstudium am Peter-Cornelius-Konservatorium der Stadt Mainz fort. International bedeutende Gesangspädagoginnen hatten sie geprägt, u. a. Nina Sergejewna Isakowa, Gladys Kuchta-Paasch und Jan Tamaru.
Von 1997 bis 2003 war sie festes Ensemblemitglied (Solistin) an den Vereinigten Städtischen Bühnen von Krefeld und Mönchengladbach. Dort sang sie Rollen ihres Faches u. a. Azucena (Il Trovatore), Orfeo (Orfeo ed Euridice), Königin Elisabeth (Maria-Stuart), Mary (Der Fliegende Holländer), Lisaweta Jepantschina in der Uraufführung der Oper Der Idiot (18. Februar 2001; Komponist Thomas Blomenkamp). Anschließend gehörte die Künstlerin bis 2007 zum Ensemble des Augsburger Theaters. Daneben gastierte Vuokko Kekäläinen an den Musikbühnen von verschiedenen Städten in Deutschland.
Die Künstlerin war 2009 Opernchorsängerin mit solistischen Aufgaben am Theater Freiburg. Mit der Spielzeit 2010/2011 wechselte sie an das Theater Nordhausen, wo sie u. a. die Zita in Gianni Schicchi sang. Ab dem 1. September 2011 ist sie am  Theater Bielefeld engagiert (Larina in Eugen Onegin).
Neben ihrer Bühnenpräsenz ist Vuokko Kekäläinen auch als Lied-, Oratorien- und Konzertsängerin tätig. Sie hatte Lieder- und Konzertengagements nicht nur in Deutschland, auch in der Schweiz, der Türkei, in Finnland und Russland. Zahlreiche Rundfunkaufnahmen mit dem HR, BR und NDR.

## Rollen
- Der Alte (Benzin)
- Badessa (Suor Angelica/Il trittico)
- Schenkwirtin (Boris Godunow)
- Unton vaimo (Kullervo)
- Larina (Eugen Onegin)
- Zita (Gianni Schicchi)
- Elisabeth I. (Maria Stuarda)
- Venus (Tannhäuser und der Sängerkrieg auf Wartburg)
- Mary (Der fliegende Holländer)
- Federica (Luisa Miller)
- Annina (Der Rosenkavalier)
- Mutter (Hänsel und Gretel)
- Dritte Dame (Die Zauberflöte)
- Czipra (Der Zigeunerbaron)
- Alte Buryia (Jenůfa)
- Herodias (Salome)
- Orlofsky (Die Fledermaus)
- Marzellina (Le nozze di Figaro)
- Maddalena (Rigoletto)
- Die Gräfin (Der Wildschütz)
- Arnalta (L’incoronazione di Poppea)
- Emilia (Otello)
- Rosemarie (Die Herzogin von Chicago)
- Azucena (Il trovatore)
- Maddalena, Gräfin Zeprano (Rigoletto)
- Frederica (Luisa Miller)
- Stimme der Mutter (Hoffmanns Erzählungen)
- Zulma (L’italiana in Algeri)
- Suzuki (Madama Butterfly)
- Florence Pike (Albert Herring)
- Gertrude (Roméo et Juliette)
- Ursula (Béatrice et Bénédict)
- Venus und Juno (Orpheus in der Unterwelt)
- Orfeo (Orfeo ed Euridice)
- Auntie (Peter Grimes)

## Auszeichnungen
- 1987: 1. Preis beim Bayreuth-Gesangswettbewerb
- 1997: Solistin des Jahres des finnischen Opernverbandes sowie Finalistin beim Gesangswettbewerb Timo Mustakallo in Savonlinna.